# 2014年李娜网球赛季
李娜2014年賽季，指的是網球員李娜在2014年一整年參加的網球比賽。2014賽季已經從2013年12月30日參加的第一場比賽開始，李娜作為衛冕冠軍第二年參加深圳公開賽，在1月4日舉行的單打決賽中，李娜力克同袍彭帥，成功衛冕深圳公開賽。其后她在澳洲网球公开赛中夺得个人第二座大满贯冠军，2月時的世界排名更升上第二。但她及後在法网和溫网均早早出局，7月底時更因膝傷復發宣佈退出美網系列賽，至9月中宣佈正式退役。

## 年度概覽

### 春季硬地賽季

#### 深圳公開賽
李娜作為深圳公開賽的衛冕冠軍繼續參加該站比賽，首輪遇到前世界第二及外卡選手俄羅斯人薇拉·兹沃纳列娃，以盤數2-0擊敗對手。第二輪打敗烏克蘭選手娜迪亞·基奇諾克，八強苦戰三盤淘汰羅馬尼亞球手 莫妮卡·尼古列斯库，準決賽兩盤輕取德國人艾妮卡·貝克，第二年闖進決賽的她遇到同胞，現世界排名42的彭帥，最後以2比0擊敗對手，衛冕深圳公開賽。

#### 澳洲網球公開賽
深圳賽之後，李娜將不會參加其他熱身賽，直接空降澳洲網球公開賽。首兩圈先後橫掃兩名初出茅蘆的小將後，在第三圈對捷克球手露絲·莎法洛法時，李娜陷於苦戰，第一盤以1-6大敗後，第二盤更面臨盤末點，但均遭李娜挽救，拿下第三盤反敗為勝。第四圈僅失兩局淘汰俄羅斯左手將葉卡捷琳娜·馬卡洛娃。八強中以2比0戰勝了意大利老將弗拉維婭·佩內塔，率先挺進準決賽，這也是她過去五年第四次打進澳網四強。在随后于23日举行的半决赛中，李娜以2比0战胜加拿大新星尤金妮·布沙尔，四年內第三次打進决赛。决赛中，李娜以7-63, 6-0战胜斯洛伐克好手多米尼卡·齐布尔科娃，奪得她職業生涯第二座大满贯錦標，同時亦是首位亞洲人和歷來最年長的澳網女單冠軍得主。

#### 卡塔爾公開賽
2014年卡塔爾公開賽是李娜澳網過後參加的第一站比賽和她職業生涯第一次以頭號種子的身份參加超五賽。雖然止步第三圈，但由於李娜去年因傷退出本站比賽，沒有保分壓力。再加上賽前世界第一塞雷娜·威廉姆斯和世界第二維多利亞·阿扎倫卡都因為受傷退出，所以也無阻其世界排名創職業新高的第二位。

#### 印第安维尔斯與邁阿密
由於小威廉絲繼續杯葛印第安维尔斯公开赛，因此世界排名第二的李娜首次以頭號種子的身份參加皇冠賽事。首輪輪空的她在第四圈對加拿大球手雅歷珊查·禾絲妮雅克時在自己的發球勝賽局遭嚴重誤判，但還是順利晉級八強﹔直至四強對意大利同齡球手弗拉維婭·佩內塔，比賽過程中存在太多的主動失誤。另外，教練卡洛斯對李娜進行了發球動作的改進，但收效甚微，表現出來的反而是過分的雙發失誤。糟糕的發球使得李娜的發球局頻頻被破，最終佩內塔直落兩盤勝出，報回澳網八強的一敗之仇，李娜亦無緣個人職業生涯首個皇冠賽決賽。
緊接舉行的邁阿密公開賽，首輪輪空加上第二輪對手退賽，李娜只打了四場比賽就晉級決賽。於四強中再次擊敗施寶高娃，今季第三度擊敗後者﹔本次邁阿密決賽也是李娜職業生涯第一次闖入該賽事決賽，也是其個人第一個皇冠賽決賽。決賽對小威廉絲為她今季首度與世界前十球手對壘，最終兩盤不敵對方無緣冠軍。

### 泥地賽季

#### 馬德里公開賽
李娜退出在德國斯圖加特舉行的保時捷大獎賽而直接參與馬德里公開賽，八強遭舒拉寶娃淘汰。

#### 羅馬公開賽
稍後舉行的羅馬公開賽，李娜在第三圈擊敗澳洲好手斯托瑟，職業生涯首次擊敗後者，卻在八強敗予東道主選手埃拉尼，職業生涯首負對手。

#### 法网
2014年法網中，2号种子李娜激战三盘以5-7，6-3，1-6爆冷不敌美拉德諾維奇，职业生涯首次在法网遭遇一轮游。

### 草地賽季

#### 溫網
李娜沒有參加這年的伊斯特本國際賽而直接參與溫網，結果在第三圈被捷克球手巴博拉·扎赫拉沃娃-斯特里科娃淘汰，這場敗仗後，教練卡洛斯主動向李娜提出辭職，結束兩年的合作關係。

### 退出美網系列賽及退役
7月31日晚，李娜在微博發佈因自己膝傷復發而缺席羅傑斯盃、辛辛那提大師賽和美國網球公開賽的消息。
溫網之後，加上功勛教練卡洛斯離開，外界就一直盛傳李娜將在亞洲賽季結束之後退役。而李娜在自己的社交網站上面宣佈退出美網系列賽的同時，承諾如約參加武漢公開賽和中國公開賽，但在9月18日，媒體報道李娜因為傷病困擾選擇退出武漢和北京兩站賽事，經紀公司IMG也將為其舉行新聞發佈會，交代退役一事。
9月19日，李娜在她的新浪微博和Facebook同時發表中英文退役聲明，文中提到過去15年職業生涯裡面，李娜所得到的幫助，取得的成績以及創造了很多自己或別人認為的不可能的記錄，並感謝了曾經給予她幫助、理解、陪伴在她身邊的人。隨後李娜交代了退役的原因是因為越來越嚴重的膝傷導致自己不能重返賽場，因而無奈做出如此決定。最後她表示，退役的時候，會將更多的時間陪伴在家人身邊，並且開辦網球學校以及積極投身公益事業。
9月21日，李娜在國家網球中心中網舉辦地舉行退役記者發佈會，當被問到退役是否感到遺憾時，李娜表示不後悔，但是做出退役的決定比打大滿貫還要難，未來也不會再復出打比賽。

## 所有賽事

### 單打
| 賽事                                                                         | 賽數 | 輪數   | 對手                         | 對手排名 | 結果     | 比分             |
| 深圳公開賽 中國，深圳 國際賽 室外硬地 2012年12月30日–2014年1月4日            | 1    | 第一輪 | 薇拉·兹沃纳列娃              | N/A      | 勝       | 7-5, 6-3         |
| 深圳公開賽 中國，深圳 國際賽 室外硬地 2012年12月30日–2014年1月4日            | 2    | 第二輪 | 娜迪亞·基奇諾克              | #101     | 勝       | 6-1, 6-4         |
| 深圳公開賽 中國，深圳 國際賽 室外硬地 2012年12月30日–2014年1月4日            | 3    | 八強   | 莫妮卡·尼古列斯库            | #59      | 勝       | 7-5, 4-6, 6-4    |
| 深圳公開賽 中國，深圳 國際賽 室外硬地 2012年12月30日–2014年1月4日            | 4    | 四強   | 艾妮卡·貝克                  | #58      | 勝       | 6-1, 6-3         |
| 深圳公開賽 中國，深圳 國際賽 室外硬地 2012年12月30日–2014年1月4日            | 5    | 決賽   | 彭帥                         | #42      | 勝(1)    | 6-4, 7-5         |
| 澳洲公開賽 澳大利亞，墨爾本 大滿貫 室外硬地 2014年1月13日–2014年1月26日      | 6    | 第一輪 | 安娜·康紐                    | #241     | 勝       | 6-2, 6-0         |
| 澳洲公開賽 澳大利亞，墨爾本 大滿貫 室外硬地 2014年1月13日–2014年1月26日      | 7    | 第二輪 | 貝琳達·本西奇                | #187     | 勝       | 6-0, 7-67-5      |
| 澳洲公開賽 澳大利亞，墨爾本 大滿貫 室外硬地 2014年1月13日–2014年1月26日      | 8    | 第三輪 | 露絲·萨法洛娃                | #26      | 勝       | 1-6, 7-67-2, 6-3 |
| 澳洲公開賽 澳大利亞，墨爾本 大滿貫 室外硬地 2014年1月13日–2014年1月26日      | 9    | 第四輪 | 葉卡捷琳娜·馬卡洛娃          | #22      | 勝       | 6-2, 6-0         |
| 澳洲公開賽 澳大利亞，墨爾本 大滿貫 室外硬地 2014年1月13日–2014年1月26日      | 10   | 八強   | 弗拉維婭·佩內塔              | #28      | 勝       | 6-2, 6-2         |
| 澳洲公開賽 澳大利亞，墨爾本 大滿貫 室外硬地 2014年1月13日–2014年1月26日      | 11   | 四強   | 尤金妮·布沙尔                | #31      | 勝       | 6-2, 6-4         |
| 澳洲公開賽 澳大利亞，墨爾本 大滿貫 室外硬地 2014年1月13日–2014年1月26日      | 12   | 決賽   | 多米尼卡·齐布尔科娃          | #24      | 勝(2)    | 7-67-3, 6-0      |
| 卡塔爾公開賽 卡塔爾，多哈 超五賽 室外硬地 2014年2月10日–2014年2月16日        | －   | 第一輪 | 輪空                         | 輪空     | 輪空     | 輪空             |
| 卡塔爾公開賽 卡塔爾，多哈 超五賽 室外硬地 2014年2月10日–2014年2月16日        | 13   | 第二輪 | 瑪格達蓮娜·里巴里科娃        | #32      | 勝       | 6-1, 5-7, 6-2    |
| 卡塔爾公開賽 卡塔爾，多哈 超五賽 室外硬地 2014年2月10日–2014年2月16日        | 14   | 第三輪 | 佩特拉·塞特科夫斯卡          | #134     | 負       | 6-72-7, 6-2, 4-6 |
| 印第安泉公開賽 美國，印第安维尔斯 皇冠賽 室外硬地 2014年3月5日–2014年3月16日 | －   | 第一輪 | 輪空                         | 輪空     | 輪空     | 輪空             |
| 印第安泉公開賽 美國，印第安维尔斯 皇冠賽 室外硬地 2014年3月5日–2014年3月16日 | 15   | 第二輪 | 鄭潔                         | #58      | 勝       | 6-1, 7-5         |
| 印第安泉公開賽 美國，印第安维尔斯 皇冠賽 室外硬地 2014年3月5日–2014年3月16日 | 16   | 第三輪 | 卡洛林娜·普利斯科娃          | #67      | 勝       | 6-3, 6-4         |
| 印第安泉公開賽 美國，印第安维尔斯 皇冠賽 室外硬地 2014年3月5日–2014年3月16日 | 17   | 第四輪 | 雅歷珊查·禾絲妮雅克          | #241     | 勝       | 6-1, 6-4         |
| 印第安泉公開賽 美國，印第安维尔斯 皇冠賽 室外硬地 2014年3月5日–2014年3月16日 | 18   | 八強   | 多米尼卡·齐布尔科娃          | #11      | 勝       | 6-3, 4-6, 6-3    |
| 印第安泉公開賽 美國，印第安维尔斯 皇冠賽 室外硬地 2014年3月5日–2014年3月16日 | 19   | 四強   | 弗拉維婭·佩內塔              | #21      | 負       | 6-75-7, 3-6      |
| 邁阿密公開賽 美國，邁阿密 皇冠賽 室外硬地 2014年3月17日–2014年3月30日        | －   | 第一輪 | 輪空                         | 輪空     | 輪空     | 輪空             |
| 邁阿密公開賽 美國，邁阿密 皇冠賽 室外硬地 2014年3月17日–2014年3月30日        | －   | 第二輪 | 阿麗莎·克萊班諾娃            | #112     | 對手退賽 | N/A              |
| 邁阿密公開賽 美國，邁阿密 皇冠賽 室外硬地 2014年3月17日–2014年3月30日        | 20   | 第三輪 | 麥迪遜·凱斯                  | #38      | 勝       | 7-67-3, 6-3      |
| 邁阿密公開賽 美國，邁阿密 皇冠賽 室外硬地 2014年3月17日–2014年3月30日        | 21   | 第四輪 | 卡拉·蘇亞雷斯·納瓦羅         | #17      | 勝       | 6-0, 6-2         |
| 邁阿密公開賽 美國，邁阿密 皇冠賽 室外硬地 2014年3月17日–2014年3月30日        | 22   | 八強   | 卡洛琳·沃兹尼亚奇            | #18      | 勝       | 7-5, 7-5         |
| 邁阿密公開賽 美國，邁阿密 皇冠賽 室外硬地 2014年3月17日–2014年3月30日        | 23   | 四強   | 多米尼卡·齐布尔科娃          | #11      | 勝       | 7-5, 2-6, 6-3    |
| 邁阿密公開賽 美國，邁阿密 皇冠賽 室外硬地 2014年3月17日–2014年3月30日        | 24   | 決賽   | 莎蓮娜·威廉絲                | #1       | 負       | 5-7, 1-6         |
| 保時捷大獎賽 德國，斯圖加特 頂級賽 室內紅土 2014年4月21日–2014年4月27日      | 退賽 | 退賽   | 退賽                         | 退賽     | 退賽     | 退賽             |
| 馬德里大師賽 西班牙，馬德里 皇冠賽 室外紅土 2014年5月3日–2014年5月11日       | 25   | 第一輪 | 克斯汀·弗利普肯斯            | #23      | 勝       | 6-1, 7-69-7      |
| 馬德里大師賽 西班牙，馬德里 皇冠賽 室外紅土 2014年5月3日–2014年5月11日       | 26   | 第二輪 | 鄭潔                         | #60      | 勝       | 6-2, 6-3         |
| 馬德里大師賽 西班牙，馬德里 皇冠賽 室外紅土 2014年5月3日–2014年5月11日       | 27   | 第三輪 | 斯洛恩·斯蒂芬斯              | #17      | 勝       | 2-6, 6-3, 6-2    |
| 馬德里大師賽 西班牙，馬德里 皇冠賽 室外紅土 2014年5月3日–2014年5月11日       | 28   | 八強   | 瑪麗亞·莎拉波娃              | #9       | 负       | 6-2, 6-75-7, 3-6 |
| 羅馬大師賽 意大利，羅馬 超五賽 室外紅土 2014年5月12日–2014年5月18日          | －   | 第一輪 | 輪空                         | 輪空     | 輪空     | 輪空             |
| 羅馬大師賽 意大利，羅馬 超五賽 室外紅土 2014年5月12日–2014年5月18日          | 29   | 第二輪 | 凱西·德拉夸                  | #53      | 勝       | 6-1, 6-4         |
| 羅馬大師賽 意大利，羅馬 超五賽 室外紅土 2014年5月12日–2014年5月18日          | 30   | 第三輪 | 薩曼莎·斯托瑟                | #18      | 勝       | 6-3, 6-1         |
| 羅馬大師賽 意大利，羅馬 超五賽 室外紅土 2014年5月12日–2014年5月18日          | 31   | 八強   | 薩拉·埃拉尼                  | #11      | 負       | 3-6, 6-4, 2-6    |
| 法国网球公开赛 法国，巴黎 大滿貫 室外紅土 2014年5月25日–2014年6月8日         | 32   | 第一輪 | 克里斯蒂娜·美拉德諾維奇      | #104     | 負       | 5-7, 6-3, 1-6    |
| 溫布頓網球公開賽 英國, 倫敦 大滿貫 室外草地 2014年6月28日–2014年7月6日       | 33   | 第一輪 | 寶拉·簡妮亞                  | #175     | 勝       | 7-5, 6-2         |
| 溫布頓網球公開賽 英國, 倫敦 大滿貫 室外草地 2014年6月28日–2014年7月6日       | 34   | 第二輪 | 伊芳·穆斯伯格                | #38      | 勝       | 6-2, 6-2         |
| 溫布頓網球公開賽 英國, 倫敦 大滿貫 室外草地 2014年6月28日–2014年7月6日       | 35   | 第三輪 | 巴博拉·扎赫拉沃娃-斯特里科娃 | #43      | 負       | 6-75-7, 6-75-7   |

## 賽程安排

### 單打
以下賽程為李娜在2014賽季基本會參加的賽事，其他等級賽事是否參加，請以實際參賽計劃為準。
| 時間                           | 賽事類型           | 地點             | 賽事等級         | 球場類型     | 上屆成績     | 上屆積分     | 獲得積分 | 比賽詳情                                                |
| ------------------------------ | ------------------ | ---------------- | ---------------- | ------------ | ------------ | ------------ | -------- | ------------------------------------------------------- |
| 2013年12月30日– 2014年1月4日   | 深圳公開賽         | 中國深圳         | WTA 國際賽       | 硬地         | 冠軍         | 280          | 280      | 冠軍 對手： 彭帥, 6–4, 7–5                              |
| 2014年1月13日– 2014年1月26日   | 澳洲公開賽         | 澳大利亞墨爾本   | 大滿貫           | 硬地         | 亞軍         | 1400         | 2000     | 冠軍 對手： 多米尼卡·齐布尔科娃, 7–63, 6–0              |
| 2014年2月10日– 2014年2月16日   | 卡塔爾公開賽       | 卡塔爾多哈       | WTA 超五賽       | 硬地         | 缺席         | 0            | 105      | 第三輪 負於佩特拉·塞特科夫斯卡, 6–72–7, 6–2, 4-6        |
| 2014年3月3日– 2014年3月16日    | 印第安維爾斯公開賽 | 美國印第安維爾斯 | WTA 皇冠賽       | 硬地         | 缺席         | 0            | 390      | 四強 負於弗拉維婭·佩內塔，6–75–7, 3–6                   |
| 2014年3月17日– 2014年3月30日   | 邁阿密公開賽       | 美國邁阿密       | WTA 皇冠賽       | 硬地         | 八強         | 250          | 650      | 亞軍 負於小威廉絲，5–7, 1–6                             |
| 2014年4月21日– 2014年4月27日   | 保時捷大獎賽       | 德國斯圖加特     | WTA 頂級賽       | 室內紅土     | 亞軍         | 320          | 0        | 退賽                                                    |
| 2014年5月3日– 2014年5月11日    | 馬德里大師賽       | 西班牙馬德里     | WTA 皇冠賽       | 紅土         | 第一輪       | 5            | 215      | 八強 負於瑪麗亞·莎拉波娃，6–2, 6–75–7, 3–6              |
| 2014年5月12日– 2014年5月18日   | 羅馬大師賽         | 意大利羅馬       | WTA 超五賽       | 紅土         | 第三輪       | 125          | 190      | 八強 負於 薩拉·埃拉尼，3–6, 6–4, 2–6                    |
| 2014年5月25日– 2014年6月8日    | 法國公開賽         | 法國巴黎         | 大滿貫           | 紅土         | 第二輪       | 100          | 10       | 第一輪 負於克里斯蒂娜·美拉德諾維奇，5-7, 6-3, 1-6       |
| 2014年6月16日– 2014年6月21日   | 伊斯特本國際賽     | 英國義本         | WTA 頂級賽       | 室外草地     | 八強         | 120          | 0        | 沒有參加                                                |
| 2014年6月28日– 2014年7月6日    | 溫布頓錦標賽       | 英國倫敦         | 大滿貫           | 草地         | 八強         | 500          | 130      | 第三輪 負於巴博拉·扎赫拉沃娃-斯特里科娃, 6–75–7, 6–75–7 |
| 2014年8月4日– 2014年8月10日    | 羅傑斯盃           | 加拿大多倫多     | WTA 超五賽       | 硬地         | 四強         | 395          | 0        | 退賽                                                    |
| 2014年8月11日– 2014年8月17日   | 辛辛那提大師賽     | 美國辛辛那提     | WTA 超五賽       | 硬地         | 四強         | 395          | 0        | 退賽                                                    |
| 2014年8月25日– 2014年9月8日    | 美國公開賽         | 美國紐約         | 大滿貫           | 硬地         | 四強         | 900          | 0        | 退賽                                                    |
| 2014年9月22日– 2014年9月27日   | 武漢公開賽         | 中國武漢         | WTA 超五賽       | 硬地         | 首次舉辦     | 0            | 0        | 退役                                                    |
| 2014年9月27日– 2014年10月5日   | 中國公開賽         | 中國北京         | WTA 皇冠賽       | 硬地         | 八強         | 250          | 0        | 退役                                                    |
| 2014年10月20日– 2014年10月26日 | 年終總決賽         | 新加坡           | WTA 巡迴賽總決賽 | 室內硬地     | 亞軍         | 1050         | 0        | 退役                                                    |
| 目前所獲積分                   | 目前所獲積分       | 目前所獲積分     | 目前所獲積分     | 目前所獲積分 | 目前所獲積分 | 目前所獲積分 | 3970     |                                                         |

## 年度記錄

### 對戰總匯
- 多米尼卡·齐布尔科娃 3–0
- 鄭潔 2–0
- 薇拉·兹沃纳列娃 1–0
- 娜迪亞·基奇諾克 1–0
- 莫妮卡·尼古列斯庫 1–0
- 艾妮卡·贝克 1–0
- 安娜·康紐 1–0
- 彭帥 1–0
- 貝琳達·本西奇 1–0
- 露絲·萨法洛娃 1–0
- 葉卡捷琳娜·馬卡洛娃 1–0
- 尤金妮·布沙尔 1–0
- 瑪格達蓮娜·里巴里科娃 1–0
- 卡洛林娜·普利斯科娃 1–0
- 雅歷珊查·禾絲妮雅克 1–0
- 麥迪遜·凱斯 1–0
- 卡拉·蘇亞雷斯·納瓦羅 1–0
- 卡洛琳·沃兹尼亚奇 1–0
- 克斯汀·菲利普肯斯 1–0
- 斯洛恩·斯蒂芬斯 1–0
- 凱西·德拉夸 1–0
- 薩曼莎·斯托瑟 1–0
- 寶拉·簡妮亞 1–0
- 伊芳·穆斯伯格（英语：Yvonne Meusburger） 1–0
- 弗拉維婭·佩內塔 1–1
- 佩特拉·塞特科夫斯卡 0–1
- 莎蓮娜·威廉絲 0–1
- 瑪麗亞·莎拉波娃 0–1
- 薩拉·埃拉尼 0–1
- 克里斯蒂娜·美拉德諾維奇 0–1
- 巴博拉·扎赫拉沃娃-斯特里科娃 0–1

### 決賽

#### 單打: 3 (2–1)
| 賽事等級             |
| -------------------- |
| 大滿貫 (1–0)         |
| WTA 巡迴總決賽 (0–0) |
| WTA 皇冠賽 (0–1)     |
| WTA 超五賽 (0–0)     |
| WTA 頂級賽 (0–0)     |
| WTA 國際賽 (1–0)     |

| 場地類型   |
| ---------- |
| 硬地 (2–1) |
| 泥地 (0–0) |

| 賽事類型   |
| ---------- |
| 室外 (2–1) |
| 室內(0–0)  |

| 結果 | 奪冠次序 | 日期          | 賽事地點   | 場地類型 | 決賽對手      | 比分      |
| ---- | -------- | ------------- | ---------- | -------- | ------------- | --------- |
| 冠軍 | 8.       | 2014年1月4日  | 中國深圳   | 硬地     | 彭帥          | 6–4, 7–5  |
| 冠軍 | 9.       | 2014年1月25日 | 澳洲墨爾本 | 硬地     | 齐布尔科娃    | 7–63, 6–0 |
| 亞軍 | 12.      | 2014年3月29日 | 美國邁阿密 | 硬地     | 莎蓮娜·威廉絲 | 5–7, 1–6  |

### 獎金
| # | 賽事           | 獎金      | 累積獎金   |
| - | -------------- | --------- | ---------- |
| 1 | 深圳公開賽     | 111,163   | 111,163    |
| 2 | 澳洲公開賽     | 2,349,322 | 2,460,485  |
| 3 | 卡塔爾公開賽   | 25,135    | 2,485,620  |
| 4 | 印第安泉公開賽 | 225,000   | 2,710,620  |
| 5 | 邁阿密公開賽   | 384,065   | 3,094,685  |
| 6 | 馬德里大師賽   | 117,719   | 3,212,404  |
| 7 | 羅馬大師賽     | 55,180    | 3,267,584  |
|   |                |           | $3,267,584 |

不同賽事獎金單位不同，以上獎金數據來源WTA官網，無特別說明均以美元為單位。

## 資料來源
1. ↑  德比战李娜顶住次盘反扑力克彭帅 卫冕深圳赛冠军 （页面存档备份，存于）.新浪體育 2014年1月4日（简体中文）
2. ↑  . 新浪體育. 2014年1月25日  [2014-01-25]. （原始内容存档于2020-11-28）.（简体中文）
3. ↑  . 新浪體育. 2014年1月25日  [2014-01-25]. （原始内容存档于2020-11-28）.（简体中文）
4. ↑  李娜头号种子战多哈赛，世界第二再成亚洲新高。 （页面存档备份，存于）騰訊體育 2014年2月10日（简体中文）
5. ↑  裁判誤判關鍵一分李娜發飆：裁判長人在哪呢？ （页面存档备份，存于）新浪競技風暴 2014年3月13日（简体中文）
6. ↑  李娜遭誤判怒向主裁賽后吐槽:瘋狂的女子網球世界 （页面存档备份，存于）新浪競技風暴 2014年3月13日（简体中文）
7. ↑  李娜遇爭議當場發飆：對手離球100米我要搞清規則 （页面存档备份，存于）新浪競技風暴 2014年3月13日（简体中文）
8. ↑  李娜持續皇冠賽無冠魔咒 （页面存档备份，存于）新浪競技風暴 2014年3月16日（简体中文）
9. ↑  索尼赛李娜错失首盘5-2领先 十连败小威无缘冠军。 （页面存档备份，存于）新浪體育 2014年03月30日 （简体中文）
10. ↑  迈阿密赛-李娜连丢六局 十连败小威无缘冠军。騰訊體育 2014年03月30日  （简体中文）
11. ↑  李娜發再見雙誤遭莎娃逆轉無緣晉級馬德里賽四強 （页面存档备份，存于）新浪競技風暴 2014年5月9日（简体中文）
12. ↑  李娜賽中連贏8局生涯首勝斯托瑟晉級羅馬賽八強 （页面存档备份，存于）新浪競技風暴 2014年5月15日（简体中文）
13. ↑  羅馬賽-李娜苦戰三盤生涯首負埃拉尼無緣四強 （页面存档备份，存于）鳯凰體育 2014年5月16日（简体中文）
14. ↑  李娜三盘爆冷负本土小将 生涯首次法网首轮出局 （页面存档备份，存于）新浪競技風暴 2014年5月27日（简体中文）
15. ↑  溫網李娜揮霍盤點雙搶七告負遺憾止步第三輪 （页面存档备份，存于）新浪競技風暴 2014年6月27日（简体中文）
16. ↑  經紀人：李娜傷心與卡洛斯分手難說是否仍有動力 （页面存档备份，存于）新浪競技風暴 2014年7月4日（简体中文）
17. ↑  李娜膝伤复发微博宣布退出美网 5年首缺席大满贯 （页面存档备份，存于）新浪競技風暴 2014年7月31日（简体中文）
18. ↑  视频-世界第二将不保！李娜自曝膝伤复发退出美网 （页面存档备份，存于）新浪競技風暴 2014年8月1日（简体中文）
19. ↑  李娜连退三大赛后No.2不保 总决赛席位亦受威胁 （页面存档备份，存于）新浪競技風暴 2014年7月31日（简体中文）
20. ↑  WTA官网确认哈勒普将超越李娜 两周后升至世界第二 （页面存档备份，存于）新浪競技風暴 2014年8月1日（简体中文）
21. ↑  . 新浪競技風暴. 2014年9月18日  [2015-02-08]. （原始内容存档于2020-11-28） （中文（简体））.
22. ↑  . 新浪微博. 2014年9月18日  [2015年2月8日]. （原始内容存档于2020年4月21日） （中文（简体））.
23. ↑  . Facebook. 2014年9月18日  [2015年2月8日]. （原始内容存档于2020年4月21日） （英语）.
24. ↑  . 新浪體育. 2014年9月19日  [2015-02-08]. （原始内容存档于2020-11-28） （中文（简体））.
25. ↑  . 騰訊體育. 2014年9月19日  [2015年2月8日]. （原始内容存档于2021年1月18日） （中文（简体））.
26. ↑  . 騰訊體育. 2014年9月21日  [2014-09-21]. （原始内容存档于2015-02-08） （中文（简体））.
27. ↑  . 騰訊體育. 2014年9月21日  [2014-09-21]. （原始内容存档于2015-02-08） （中文（简体））.
28. ↑  Na Li results （页面存档备份，存于）WTA 查閱於2014年2月19日